# Italienische Fußballnationalmannschaft/Europameisterschaften
Der Artikel beinhaltet eine ausführliche Darstellung der italienischen Fußballnationalmannschaft bei Europameisterschaften. Italien nahm 2024 zum elften Mal an der Endrunde zur Europameisterschaft teil und wurde zweimal Europameister, sowie zweimal Zweiter, wobei im Endspiel jeweils gegen den amtierenden Weltmeister verloren wurde.

## Übersicht
Italien nahm 2024 zum elften Mal an der Endrunde zur Europameisterschaft teil und war zweimal Gastgeber. Die bislang besten Ergebnisse sind der erste Platz im Jahr 1968 und 2021 sowie die zweiten Plätze 2000 und 2012.
| Jahr | Gastgeberland           | Teilnahme bis …    | Letzte(r) Gegner                  | Ergebnis          | Trainer              | Bemerkungen und Besonderheiten |
| ---- | ----------------------- | ------------------ | --------------------------------- | ----------------- | -------------------- | --- |
| 1960 | Frankreich              | nicht teilgenommen |                                   |                   |                      | |
| 1964 | Spanien                 | nicht qualifiziert |                                   |                   |                      | Im Achtelfinale am Titelverteidiger und späteren Vizeeuropameister UdSSR gescheitert. |
| 1968 | Italien                 | Finale             | Jugoslawien                       | Europameister     | Ferruccio Valcareggi | Sieg im Wiederholungsspiel |
| 1972 | Belgien                 | nicht qualifiziert |                                   |                   |                      | Im Viertelfinale am späteren Dritten Belgien gescheitert. |
| 1976 | Jugoslawien             | nicht qualifiziert |                                   |                   |                      | In der Qualifikation am späteren Dritten Niederlande gescheitert. |
| 1980 | Italien                 | Spiel um Platz 3   | Tschechoslowakei                  | Vierter           | Enzo Bearzot         | Niederlage im Elfmeterschießen des letzten EM-Spiels um Platz 3 |
| 1984 | Frankreich              | nicht qualifiziert |                                   |                   |                      | Als Weltmeister in der Qualifikation an Rumänien gescheitert. |
| 1988 | Deutschland             | Halbfinale         | UdSSR                             | 4.                | Azeglio Vicini       | |
| 1992 | Schweden                | nicht qualifiziert |                                   |                   |                      | In der Qualifikation an der UdSSR gescheitert. |
| 1996 | England                 | Vorrunde           | Deutschland, Russland, Tschechien | 10.               | Arrigo Sacchi        | Nach einem Sieg gegen Russland, einer Niederlage gegen den späteren Vizeeuropameister Tschechien, und einem Remis gegen den späteren Europameister Deutschland als Gruppendritter ausgeschieden.                                                                                                   |
| 2000 | Belgien und Niederlande | Finale             | Frankreich                        | Vizeeuropameister | Dino Zoff            | Niederlage durch Golden Goal |
| 2004 | Portugal                | Vorrunde           | Bulgarien, Dänemark, Schweden     | 9.                | Giovanni Trapattoni  | Nach zwei Remis gegen Dänemark und Schweden sowie einem Sieg gegen Bulgarien aufgrund des schlechteren Torverhältnisses als Gruppendritter ausgeschieden. |
| 2008 | Österreich und Schweiz  | Viertelfinale      | Spanien                           | 8.                | Roberto Donadoni     | Niederlage im Elfmeterschießen gegen den späteren Europameister |
| 2012 | Polen und Ukraine       | Finale             | Spanien                           | Vizeeuropameister | Cesare Prandelli     | In der Vorrunde trafen die Italiener auf Weltmeister und Titelverteidiger Spanien, Kroatien und Irland. Im Viertelfinale wurde England besiegt, im Halbfinale Deutschland. |
| 2016 | Frankreich              | Viertelfinale      | Deutschland                       | 5.                | Antonio Conte        | Nach Siegen gegen Belgien und Schweden stand Italien schon vor dem letzten Gruppenspiel gegen Irland als Gruppensieger fest. Im Achtelfinale wurde Titelverteidiger Spanien entthront. Im Viertelfinal erstmals gegen Deutschland bei einem Turnier ausgeschieden (Niederlage im Elfmeterschießen) |
| 2021 | Europa                  | Finale             | England                           | Europameister     | Roberto Mancini      | Italien bestritt in der Gruppenphase drei Spiele in Rom. Im Achtelfinale wurde Österreich, im Viertelfinale Belgien und im Halbfinale Spanien (nach Elfmeterschießen) bezwungen. Im Finale setzte Italien sich im Elfmeterschießen gegen England durch.                                            |
| 2024 | Deutschland             | Achtelfinale       | Schweiz                           |                   | Luciano Spalletti    | Gegner in der Qualifikation waren England, die Ukraine, Nordmazedonien und Malta. Gegner bei der Endrunde in der Gruppenphase waren Albanien, Spanien und Kroatien. |

## Endrunden mit vier Teilnehmern

### EM 1960
An der ersten Fußball-Europameisterschaft 1960, die noch als „Europapokal der Nationen“ ausgetragen wurde, nahm Italien wie viele andere Mannschaften nicht teil.

### EM 1964
Vier Jahre später wollten schon mehr Mannschaften als 1960 teilnehmen, darunter auch Italien. Daher wurde dem Achtelfinale eine Vorrunde vorgeschaltet. Italien, das seit dem Vorrundenaus bei der WM 1962 von Edmondo Fabbri trainiert wurde, musste gegen die Türkei antreten und gewann das Heimspiel mit 6:0 und das Rückspiel mit 1:0. Im Achtelfinale trafen sie auf Titelverteidiger Sowjetunion und verloren in Moskau mit 0:2. Im Rückspiel in Rom reichte es nur zu einem 1:1, so dass Italien ausschied. Fabbri blieb zunächst im Amt, nach dem sensationellen Vorrundenaus bei der WM 1966 gegen Nordkorea endete aber seine Zeit als Nationaltrainer. Die UdSSR erreichte dann erneut die Endrunde und das Finale, verlor dort aber den Titel an Spanien.

### EM 1968

Aufstellungen im ersten Finalspiel

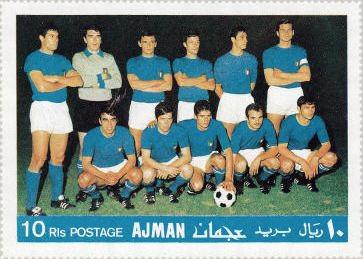
Die Mannschaft auf einer adschmanischen Briefmarke

Aufstellungen im zweiten Finalspiel

Für die Fußball-Europameisterschaft 1968 wurden in der Qualifikation erstmals Gruppenspiele angesetzt. Italien musste gegen Rumänien, die Schweiz und Zypern antreten. Italien, seit 1967 alleinverantwortlich von Ferruccio Valcareggi trainiert, gewann fünf Spiele und spielte einmal remis in der Schweiz. Damit war Italien mit fünf Punkten Vorsprung vor Rumänien als Gruppensieger für das Viertelfinale qualifiziert. In diesem trafen sie auf Bulgarien. Nach einem 2:3 in Sofia konnten sie sich mit einem 2:0 im Rückspiel in Neapel für die Endrunde qualifizieren, die sie dann auch ausrichten durften.
Im Halbfinale am 5. Juni 1968 trafen sie in Neapel auf Vizeeuropameister Sowjetunion. Da beiden Mannschaften in 120 Minuten kein Tor gelang, musste zum einzigen Mal bei einer EM das Los entscheiden. Der deutsche Schiedsrichter Kurt Tschenscher wollte eigentlich die Münzentscheidung im Mittelkreis des Spielfeldes im Beisein der beiden Mannschaftskapitäne Giacinto Facchetti und Jurij Istomyn vornehmen. Dagegen wandten sich die beiden Verbandspräsidenten Walentin Granatkin und Artemio Franchi, die verlangten, den Münzwurf in einem geschlossenen Raum durchzuführen. Beide trafen sich zusammen mit dem Schiedsrichter in dessen Kabine, während die beiden Mannschaftskapitäne vor der Kabinentür und die Mannschaften auf dem Platz warten mussten. Granatkin verlangte zunächst einen Probewurf, der zweite Wurf sollte der entscheidende sein. Italien wurde hierdurch als Sieger ermittelt. Hätte schon der erste gegolten, wäre die UdSSR ins Endspiel eingezogen. Da alle Beteiligten den Münzwurf als große Ungerechtigkeit empfanden, wurde er bei internationalen Turnieren kaum noch angewandt.
Siehe auch: Liste der Losentscheide im Fußball
Im Finale trafen die Italiener dann auf die Jugoslawien, die sich in ihrem Halbfinale gegen Weltmeister England durchgesetzt hatten. Zwar trafen diesmal sowohl Italiener als auch Jugoslawen, aber beide nur je einmal in 120 Minuten. Diesmal gab es aber keinen Losentscheid, sondern ein Wiederholungsspiel zwei Tage später. Dieses gewann Italien mit 2:0 und wurde damit als erste Mannschaft, die zuvor bereits Weltmeister und Olympiasieger geworden war, auch Europameister und zog damit mit Uruguay gleich, das ebenfalls schon Welt- und Südamerikameister sowie Olympiasieger gewesen war. Luigi Riva wurde zudem mit sieben Toren Torschützenkönig des gesamten Wettbewerbs.

### EM 1972
Für die EM-Endrunde 1972 konnte sich Italien dann – obwohl als Vizeweltmeister favorisiert – nicht qualifizieren. In einer Gruppe mit Irland, Österreich und Schweden konnte Italien zwar mit vier Siegen und zwei Remis Gruppensieger werden, scheiterte dann aber überraschend im Viertelfinale an Belgien, das die Endrunde danach ausrichten durfte und Dritter wurde. Valcareggi blieb zunächst im Amt, aber nach dem Vorrundenaus bei der WM 1974 endete seine Amtszeit als Nationaltrainer.

### EM 1976
1976 wurde die Endrunde letztmals mit vier Mannschaften ausgetragen. Italien scheiterte nach dem Vorrundenaus bei der WM 1974, nachdem zunächst Fulvio Bernardini das Traineramt übernommen hatte, diesmal bereits in der Gruppenphase an Vizeweltmeister Niederlande und dem WM-Dritten Polen, gegen den bei der WM 1974 das überraschende Vorrundenaus gekommen war und gegen den nun nur zwei torlose Remis gelangen. Lediglich Finnland, gegen das im Heimspiel aber auch nur 0:0 gespielt wurde, konnten die Italiener noch hinter sich lassen. Noch in der laufenden Qualifikation übernahm Enzo Bearzot das Traineramt. Er konnte das Blatt zwar nicht wenden, blieb aber im Amt und führte Italien anschließend zu vier großen Turnieren und errang bei der WM 1982 mit Italien den WM-Titel. Die Niederländer erreichten als Gruppensieger dann auch die Endrunde in Jugoslawien, scheiterten dort aber im Halbfinale überraschend an der Tschechoslowakei, die dann im Finale Titelverteidiger Deutschland durch Elfmeterschießen entthronte, das auch nach den Erfahrungen des EM-Halbfinales von 1968 eingeführt worden war.

## Endrunden mit acht Teilnehmern

### EM 1980
Die Fußball-Europameisterschaft 1980 wurde erstmals mit acht Mannschaften ausgetragen und erstmals stand der Gastgeber vorab fest, so dass er sich nicht qualifizieren musste. Als Ausrichter hatten sich die Bundesrepublik Deutschland, England, Griechenland, Italien, die Niederlande und die Schweiz ins Spiel gebracht. Am 19. Oktober 1977 teilte die UEFA mit, das England oder Italien die EM ausrichten sollten und am 12. November 1977 wurde Italien als Ausrichter bekannt gegeben. Italien musste sich daher nicht qualifizieren.
Bei der Endrunde fand nun erstmals eine Gruppenphase statt, bei der je 4 Mannschaften einmal gegen jede andere spielte und die beste Mannschaft jeder Gruppe direkt das Finale erreichte, während die zweitbeste Mannschaft das letztmals ausgetragene Spiel um Platz 3 bestritt. Italien traf im ersten Spiel auf Spanien und kam nur zu einem torlosen Remis. Im zweiten Spiel gegen England gewannen sie durch ein Tor von Marco Tardelli in der 79. Minute mit 1:0. Da der dritte Gruppengegner Belgien gegen Spanien mit 2:1 gewonnen und gegen England 1:1 gespielt hatte, hatten Italien und Belgien vor dem letzten Spiel beide 3:1 Punkte und die gleiche Tordifferenz, die Belgier aber insgesamt mehr Tore erzielt. Belgien reichte daher ein Remis gegen Italien, um ins Finale einzuziehen, Italien musste gewinnen. Die belgische Mannschaft von Trainer Guy Thys hatte die Abseitsfalle perfektioniert und den Italienern gelang es kaum diese zu überwinden oder sie scheiterten am belgischen Torwart Jean-Marie Pfaff, so dass das Spiel 0:0 ausging. Belgien stand damit im Finale von Rom, wo gegen Deutschland verloren wurde, das damit als erste Mannschaft zum zweiten Mal Europameister wurde. Italien verlor das Spiel um Platz 3 gegen den entthronten Titelverteidiger Tschechoslowakei im Elfmeterschießen mit 8:9.

### EM 1984
In der Qualifikation für die EM 1984 in Frankreich mussten die Italiener, die bei der WM 1982 Weltmeister geworden waren und damit als Favorit galten, in Gruppe 5 gegen Rumänien, Schweden, die Tschechoslowakei und Zypern antreten. Die Italiener begannen mit drei Unentschieden, verloren dann vier Spiele und gewannen nur das letzte Spiele gegen Zypern, so dass am Ende nur der enttäuschende vierte Platz erreicht wurde. Dennoch blieb Bearzot zunächst weiter im Amt. Gruppensieger wurde Rumänien, das aber bei der Endrunde in der Gruppenphase scheiterte.

### EM 1988
Die Qualifikation für die EM in Deutschland lief dann besser. Trainiert wurden sie nun von Azeglio Vicini, der nach dem Achtelfinalaus bei der WM 1986 Altmeister Enzo Bearzot gefolgt war. In einer Gruppe mit wieder Schweden sowie Portugal, der Schweiz und Malta, in der nur Malta kein Spiel gewann, wurde Italien mit sechs Siegen, einem Remis und einer Niederlage Gruppensieger.
In Deutschland wurden sie in eine Gruppe mit Gastgeber Deutschland, Dänemark und Spanien gelost. Im Eröffnungsspiel gegen den Gastgeber gingen sie nach einer torlosen ersten Halbzeit in der 53. Minute durch ein Tor von Roberto Mancini in Führung. Nur drei Minuten später konnte aber Andreas Brehme ausgleichen. Dabei blieb es bis zum Ende des Spiels. Gegen die Spanier konnte Italien dann im zweiten Spiel durch ein Tor von Gianluca Vialli mit 1:0 gewinnen. Gegen Dänemark waren zwei Einwechslungen spielentscheidend: zunächst erzielte Alessandro Altobelli unmittelbar nach seiner Einwechslung in der 66. Minute das 1:0, Luigi De Agostini erhöhte dann in der 87. Minute, zwei Minuten nach seiner Einwechslung auf 2:0. Da auch Deutschland gegen Spanien und Dänemark gewonnen, aber ein Tor mehr erzielt hatte, wurde Italien Gruppenzweiter und traf im Halbfinale auf die UdSSR. Die UdSSR war Italien sowohl spielerisch als auch taktisch überlegen und gewann mit 2:0. Da es seit 1984 kein Spiel um Platz 3 mehr gab, war damit die EM für Italien beendet. Die UdSSR traf im Finale auf Vorrundengegner Niederlande, die sich nach der 0:1 Vorrundenniederlage revanchieren konnte und durch ein 2:0 zum ersten Mal nach zwei verlorenen WM-Finalen einen großen Titel gewann. Der Italiener Alessandro Altobelli wurde gemeinsam mit dem Belgier Nico Claesen und dem Niederländer Marco van Basten mit je 7 Toren Torschützenkönig des gesamten Wettbewerbs.

### EM 1992
In der Qualifikation für die EM 1992 traf Italien dann wieder auf die Sowjetunion, sowie Norwegen, Ungarn und Zypern. Die Italiener starteten mit zwei Remis, gewannen dann zwei Spiele, verloren dann aber überraschend in Norwegen. Nach zwei weiteren Remis reichte der letzte Sieg gegen Zypern nur zu Platz 2 hinter der zerfallenden Sowjetunion. Diese nahm dann ohne die baltischen Staaten als Gemeinschaft Unabhängiger Staaten an der EM-Endrunde teil, scheiterte dort aber in der Gruppenphase. Nationaltrainer Azeglio Vicini trat nach dem Scheitern zurück, das Amt übernahm nun Arrigo Sacchi, der mit dem AC Mailand den Europapokal der Landesmeister 1989 und 1990 gewonnen hatte.

## Endrunden mit 16 Teilnehmern

### EM 1996

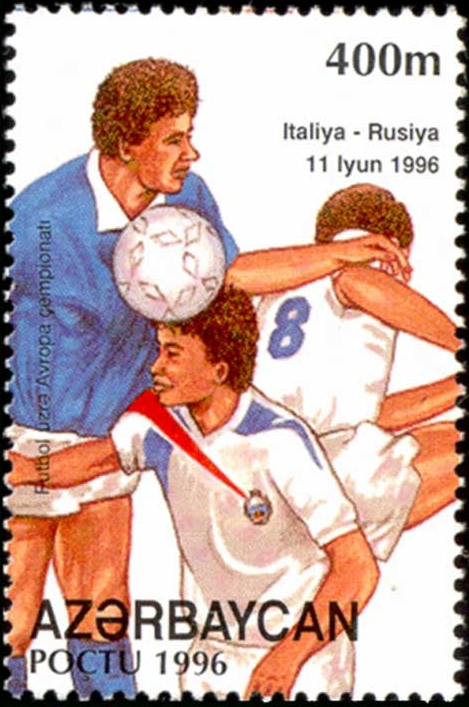
Aserbaidschanische Briefmarke zum Spiel gegen Russland

Für die EM 1996 in England, die erstmals mit 16 Mannschaften ausgetragen wurde, mussten sich die Italiener gegen Kroatien, Litauen, die Ukraine, Slowenien und Estland qualifizieren, die alle erstmals teilnahmen. Italien und Kroatien gewannen beide je sieben Spiele, spielten zweimal remis und verloren ein Spiel. Kroatien hatte aber sowohl den direkten Vergleich gegen Italien gewonnen als auch die bessere Tordifferenz und qualifizierte sich damit als Gruppensieger erstmals für die EM-Endrunde. Italien war aber als bester Gruppenzweiter ebenfalls direkt qualifiziert.
In England wurde Italien in eine Gruppe mit Russland, das die Nachfolge der UdSSR angetreten hatte, Tschechien, das auch erstmals dabei war, und Rekordeuropameister Deutschland gelost. Das Auftaktspiel gegen Russland wurde durch zwei Tore von Pierluigi Casiraghi mit 2:1 gewonnen. Im zweiten Spiel gegen die Tschechen mussten sie eine Stunde in Unterzahl spielen, da Luigi Apolloni in der 29. Minute die Gelb-rote Karte erhalten hatte. Bereits nach 35 Minuten stand es 1:2 und dabei blieb es bis zum Ende. Italien und Tschechien hatten damit vor dem letzten Spiel beide drei Punkte, Deutschland führte mit sechs Punkten und benötigte nur noch einen Punkt aus dem letzten Spiel gegen Italien, um ohne Rechenkunststücke das Viertelfinale zu erreichen. Italien hatte bereits in der neunten Minute die Chance durch einen Elfmeter in Führung zu gehen, Gianfranco Zola scheiterte aber am deutschen Torhüter Andreas Köpke. Auch danach war Italien die bessere Mannschaft, konnte aber auch die dreißigminütige Überzahl nach der Gelb-roten Karte für Thomas Strunz nicht nutzen, so dass das Spiel torlos endete. Deutschland stand damit als Gruppensieger im Viertelfinale und auch Italien wähnte sich dort, da die Russen im Parallelspiel mit 3:2 führten. In der Schlussminute gelang den Tschechen aber noch der Ausgleich. Damit waren die Tschechen, da sie den direkten Vergleich gegen Italien gewonnen hatten, Gruppenzweiter. Für Italien war die EM somit vorzeitig beendet und Sacchi wurde von Cesare Maldini als Nationaltrainer abgelöst. Deutsche und Tschechen trafen sich im Finale wieder, das die Deutschen durch ein Golden Goal gewannen und damit als erste Mannschaft zum dritten Mal Europameister wurden, danach aber bis 2008 kein EM-Spiel mehr gewannen.

### EM 2000

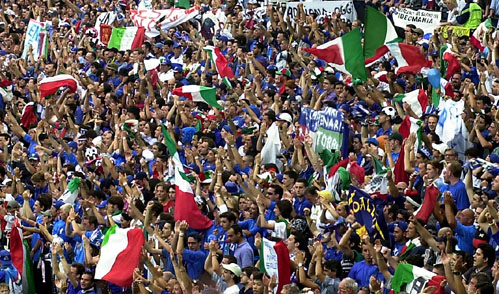
Tifosi bei der EM

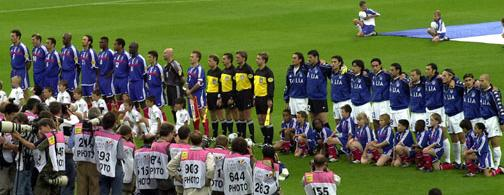
Aufstellungen vor dem Finale Frankreich (li.) – Italien (re.)

Nach dem Aus im Viertelfinale der WM 1998 hatte Dino Zoff, Kapitän und Torhüter der Weltmeistermannschaft von 1982 das Amt des Nationaltrainers übernommen.
Für die EM 2000 mussten die Italiener in der Qualifikation gegen Dänemark, die Schweiz, Wales und Belarus antreten und belegten Platz 1. Dabei verloren sie nur das Heimspiel gegen Dänemark am vorletzten Spieltag, womit sich Dänemark den zweiten Platz sicherte, um sich in den Playoffs der Gruppenzweiten gegen Israel durchzusetzen.
Bei der Endrunde, die erstmals in zwei Ländern ausgetragen wurde, wurde Italien in die Gruppe mit Co-Gastgeber Belgien, Schweden und der Türkei gelost. Das Auftaktspiel gewannen die Italiener gegen die Türken mit 2:1, das Filippo Inzaghi durch einen verwandelten Elfmeter sicherte. Gegen Belgien folgte dann ein 2:0 und mit einem 2:1 gegen Schweden hatten die Italiener erstmals alle drei Gruppenspiele gewonnen. Im Viertelfinale trafen sie auf Rumänien, das in seiner Gruppe Titelverteidiger Deutschland und England ausgeschaltet hatte. Bereits in der ersten Halbzeit erzielten die Italiener zwei Tore, ließen keins der Rumänen zu und verteidigten das 2:0 bis zum Ende. Im Halbfinale war dann der zweite Co-Gastgeber Niederlande der Gegner. Italien musste ab der 34. Minute in Unterzahl spielen, da Gianluca Zambrotta die Gelb-rote Karte erhalten hatte. Die Niederländer konnten diesen Vorteil aber nicht nutzen, verschossen zwei Elfmeter und daher musste nach 120 torlosen Minuten das Elfmeterschießen entscheiden. Zwar konnte Paolo Maldini als vierter italienischer Schütze nicht verwandeln, aber drei Niederländer machten es nicht besser und versagten wie schon in der regulären Spielzeit, so dass Italien mit 3:1 das Elfmeterschießen gewann. Im Finale war Weltmeister Frankreich der Gegner. Nach einer torlosen ersten Halbzeit brachte Marco Delvecchio in der 55. Minute Italien mit 1:0 in Führung und dabei blieb es bis zur 90. Minute. Dann gelang Sylvain Wiltord noch der Ausgleichstreffer. In der folgenden Verlängerung erzielte David Trezeguet in der 103. Minute das Golden Goal zum EM-Sieg der Franzosen, die damit als erster Weltmeister auch Europameister werden konnten. Nationaltrainer Zoff trat nach dem verlorenen Finale von seinem Amt als Nationaltrainer zurück.

### EM 2004
In der Qualifikation für die EM 2004 traf Italien auf Wales, die Bundesrepublik Jugoslawien (ab Februar 2003 als Serbien und Montenegro), Finnland und Aserbaidschan. Trainiert wurden sie nun von Giovanni Trapattoni, dem erfolgreichsten Vereinstrainer Europas. Die Qualifikation blieb bis zum letzten Spieltag offen. Dann gewann Italien mit 4:0 gegen den Tabellenletzten Aserbaidschan, während die auf Platz 2 liegenden Waliser ihr Heimspiel mit 2:3 gegen Serbien und Montenegro verloren. Italien war damit Gruppensieger, Wales scheiterte in den Playoffs der Gruppenzweiten an Russland.
In Portugal wurden die Italiener in eine Gruppe mit Schweden, Bulgarien und Dänemark gelost. Im ersten Spiel trennten sich Dänen und Italiener torlos. Das zweite Spiel gegen Schweden endete 1:1. Da Dänen und Schweden gegen Bulgarien gewonnen hatten, reichte ihnen im letzten Spiel ein 2:2 (oder höheres Remis) zum Weiterkommen – unabhängig vom Ausgang des Parallelspiels zwischen Italien und Bulgarien, das Italien mit 2:1 gewann. Und genau mit diesem Wunschergebnis für beide endete das Spiel. Da der dänische Torwart Thomas Sørensen in der 90. Minute noch den 2:2-Ausgleich der Schweden verursachte, kam in den italienischen Medien der Verdacht einer Absprache auf. Die ironisch gemeinte Äußerung des dänischen Trainers Morten Olsen („Natürlich machen wir einen Deal.“) sorgte für Aufregung. Italien schied damit vorzeitig aus und Trapattonis Vertrag als Nationaltrainer wurde nicht verlängert. Dänen und Schweden scheiterten dann im Viertelfinale.

### EM 2008

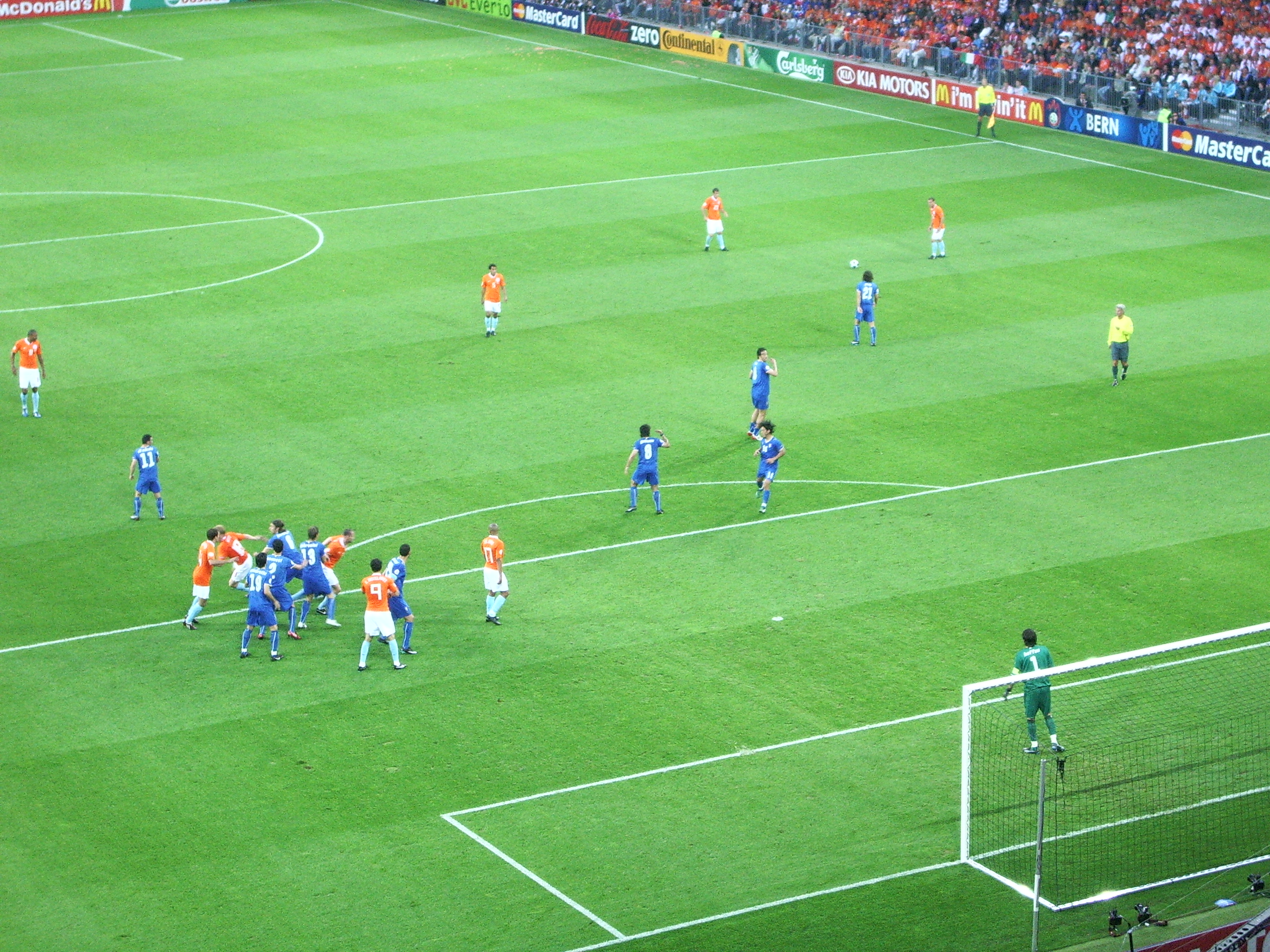
Szene aus dem Spiel gegen die Niederlande

Vier Jahre später musste sich Italien nach dem Gewinn des WM-Titels 2006 für die nächste EM gegen Frankreich, den Finalgegner von 2006, Schottland, die Ukraine, Litauen, Georgien und die Färöer qualifizieren. Trainiert wurden die Italiener nun von Roberto Donadoni, da Marcello Lippi nach dem Gewinn des WM-Titels zurückgetreten war. Italien verlor zwar im zweiten Spiel die WM-Revanche in Frankreich mit 1:3, verlor danach aber kein weiteres Spiel. Mit neun Siegen und zwei Remis wurde vor den Franzosen Platz 1 belegt, die damit aber auch für die Endrunde qualifiziert waren.
Bei der Endrunde, die wieder in zwei Ländern ausgetragen wurde, wurden Italien und Frankreich wieder in eine Gruppe gelost, zudem die Niederländer und Rumänien. Am 2. Juni 2008 hatte sich Kapitän Fabio Cannavaro im Training einen Bänderriss am linken Sprunggelenk zugezogen und musste auf die EM-Teilnahme verzichten. Diesen Ausfall konnte Italien im Spiel gegen die Niederländer nicht kompensieren und verlor mit 0:3. Gegen Rumänien folgte dann ein 1:1, womit die Italiener die Chance auf den Viertelfinaleinzug wahrten. Im letzten Spiel gegen die punktgleichen Franzosen gewannen sie dann mit 2:0 und profitierten davon, dass die Niederländer auch ohne einige geschonte Stammspieler gegen die Rumänen gewannen. Damit stand Italien im Viertelfinale und traf auf Spanien, musste aber nach der zweiten Gelben Karte auf Stratege Andrea Pirlo sowie Gennaro Gattuso verzichten. Da beiden Mannschaften in 120 Minuten kein Tor gelang, musste mal wieder das Elfmeterschießen entscheiden. Hier standen die zu der Zeit weltbesten Torhüter Gianluigi Buffon und Iker Casillas im Mittelpunkt. Da der Spanier aber zwei Elfmeter halten konnte, während Buffon nur einmal erfolgreich war, gewann Spanien das Elfmeterschießen mit 4:2 (der letzte Italiener musste nicht mehr antreten). Spanien erreichte dann auch zum dritten Mal das Finale und gewann dieses gegen Deutschland mit 1:0. Nach dem EM-Aus wurde Donadoni entlassen, sein Nachfolger wurde sein Vorgänger, der aber nach dem Vorrundenaus bei der WM 2010 wieder zurücktrat.

### EM 2012

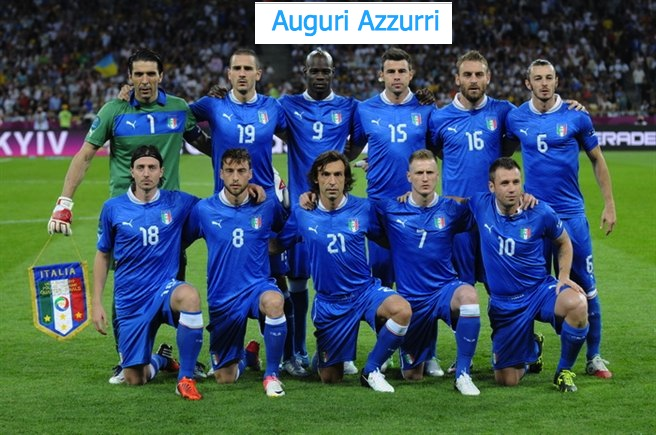
Die Mannschaft vor dem Viertelfinale 2012 gegen England

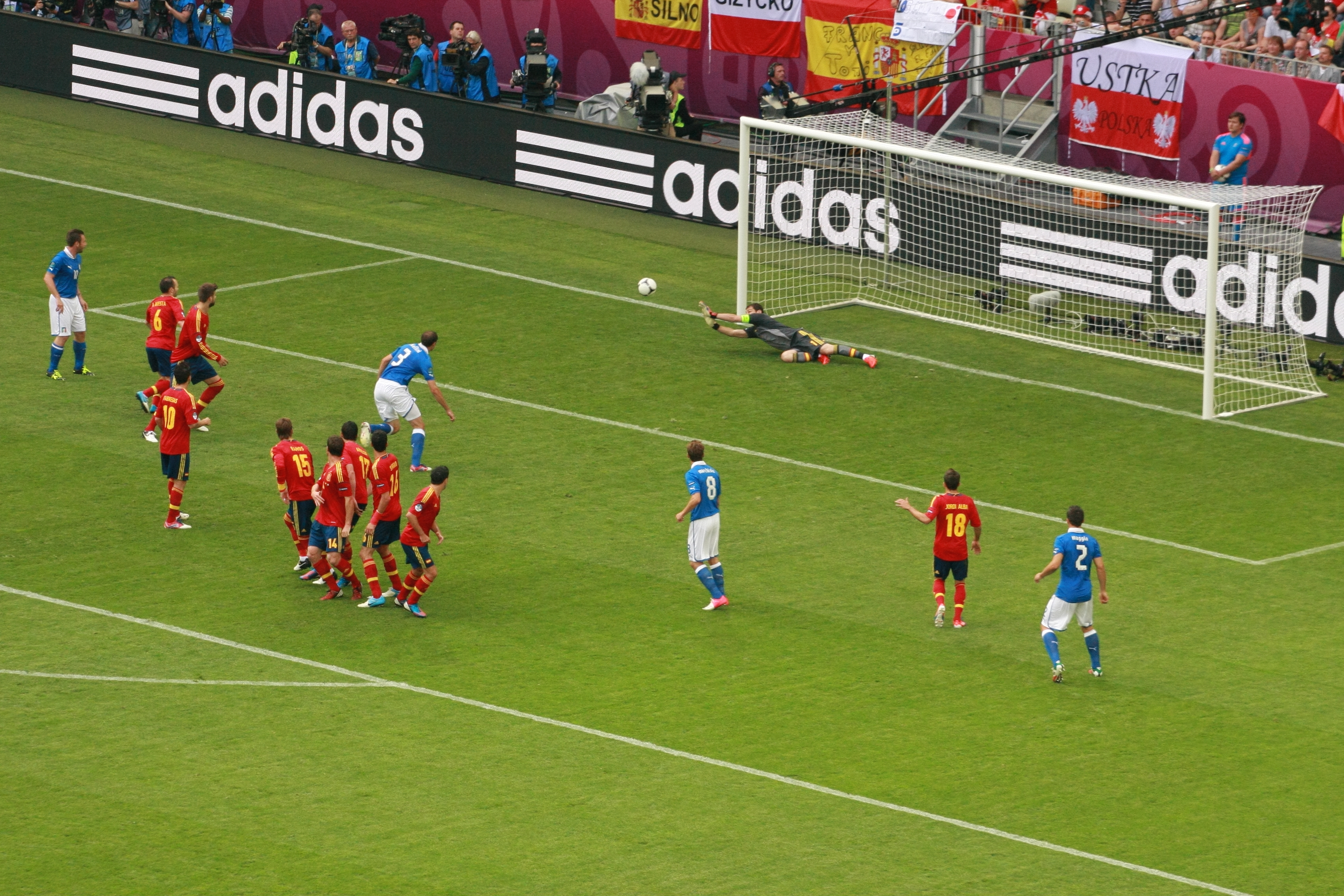
Szene aus dem Gruppenspiel gegen Spanien

Vier Jahre später konnten sich die Italiener dann auch wieder qualifizieren. Trainiert wurden sie nun von Cesare Prandelli. In einer Gruppe mit Estland, Serbien, Slowenien, Nordirland und den Färöer setzten sie sich souverän mit 10 Punkten Vorsprung vor Estland als Gruppensieger durch. Unrühmlich verlief das Spiel zwischen Italien und Serbien am 12. Oktober 2010, denn dabei kam es zu Ausschreitungen serbischer Hooligans, bei denen unter anderem Feuerwerkskörper auf das Spielfeld flogen. Das Spiel wurde daher bereits nach sechs Minuten abgebrochen und von der UEFA als 3:0 für Italien gewertet. Die zweitplatzierten Esten mussten in die Playoffs der Gruppenzweiten gegen Irland. Nach einem 0:4 im Heimspiel und einem 1:1 in Irland schieden sie aus.
Bei der Endrunde, die wieder in zwei Ländern stattfand, wurden die Italiener in eine Gruppe mit Titelverteidiger und Weltmeister Spanien, den vom Italiener Giovanni Trapattoni trainierten Iren und Kroatien gelost. Im Auftaktspiel gegen den Weltmeister und gegen Kroatien erreichten sie jeweils ein 1:1. Gegen die Iren folgte dann ein 2:0 und da Spanien gegen Kroatien gewann, wurde Italien Gruppenzweiter. Damit standen sie im Viertelfinale gegen England. Da beide Mannschaften es verpassten, in 120 Minuten Tore zu schießen, war wieder mal ein Elfmeterschießen fällig, mit dem beide nicht immer gute Erfahrungen gemacht hatten. Und von zwei schwachen Elfmeterverwertern waren die Italiener diesmal die etwas besseren, da nur Riccardo Montolivo am Tor vorbeischoss, während zwei Engländer entweder an der Latte oder Buffon scheiterten. Italien stand damit im Halbfinale gegen Deutschland, gegen das noch nie ein Pflichtspiel verloren wurde. Und auch diesmal behielten die Italiener dank Mario Balotelli, der beide Tore zum 2:1-Sieg erzielte, die Oberhand. Im Finale kam es dann zur Wiederholung des Auftaktspiels gegen Spanien. Aber diesmal hatte Italien keine Chance und verlor mit 0:4, der höchsten Niederlage in einem EM-Finale. Spanien wurde damit zum dritten Mal Europameister und zog damit mit Deutschland gleich. Zudem konnten die Spanier als erste Mannschaft nach Uruguay, das 1922 und 1924 Südamerikameister und 1924 Olympiasieger wurde, drei Titel in Folge gewinnen.
Prandelli blieb zunächst im Amt, trat aber nach dem Vorrundenaus bei der WM 2014 zurück.
Erstmals trafen bei dieser EM der aktuelle Weltmeister (Spanien) und sein Vorgänger (Italien) aufeinander. Dabei kamen im Vorrundenspiel bei Spanien 10 und bei Italien drei Spieler aus den WM-Finalspielen zum Einsatz. Zuvor war diese Begegnung nicht möglich, da erstmals 2006 und 2010 nacheinander zwei europäische Mannschaften Weltmeister wurden. Bereits 2008 standen sich der damalige Weltmeister Italien und Nachfolger Spanien im Viertelfinale gegenüber, wobei bei Italien 8 Spieler des WM-Finales 2006 und bei Spanien 9 Spieler des Finales 2010 zum Einsatz kamen.

## Endrunden mit 24 Teilnehmern

### EM 2016
An der EM nahmen erstmals 24 Mannschaften teil. Für die Auslosung der Qualifikationsgruppen, die am 23. Februar 2014 erfolgte, war Italien in Topf 1 gesetzt. Die zugelosten Gegner waren Kroatien, Norwegen, Bulgarien, Aserbaidschan und Malta.
Die beiden Gruppenersten qualifizierten sich direkt für die EM-Endrunde. Wäre die drittplatzierte Mannschaft bester Gruppendritter geworden, wäre sie ebenfalls direkt qualifiziert. Die übrigen Gruppendritten spielten in Playoffs vier weitere Teilnehmer aus.
Italien, das seit dem Vorrundenaus bei der WM 2014 von Antonio Conte trainiert wurde, begann die Qualifikation mit drei Siegen, erreichte dann aber gegen Kroatien nur ein 1:1 und in Bulgarien nur ein 2:2. Damit lag Italien nach der Hälfte der Spiele auf Platz 2 hinter Kroatien, das außer dem Remis in Italien alle Spiele gewann. Nach einem weiteren 1:1 in Kroatien folgten drei Siege und am vorletzten Spieltag qualifizierte sich Italien für die Endrunde. Da Kroatien am drittletzten Spieltag in Norwegen verlor, konnte Italien auch die Tabellenführung übernehmen, die am letzten Spieltag mit einem Sieg im Heimspiel gegen Norwegen verteidigt werden konnte. Italien gehörte damit zu den nur vier Mannschaften, die kein Spiel verloren.
Für die Gruppenauslosung am 12. Dezember 2015 war Italien trotz des sechstbesten UEFA-Koeffizienten nur Topf 2 zugeordnet, da Frankreich als Gastgeber mit einem schlechteren Koeffizienten in Topf 1 gesetzt war. Italien konnte daher bereits in der Gruppenphase auf Gastgeber Frankreich, Titelverteidiger Spanien oder Weltmeister Deutschland treffen. Letztlich wurden die Italiener dem damaligen FIFA-Weltranglistenersten Belgien zugelost, gegen den das Auftaktspiel mit 2:0 gewonnen wurde. Zudem wurde Schweden, der zweite zugeloste Gegner im zweiten Spiel, mit 1:0 besiegt, so dass die Italiener bereits vor dem dritten Spiel gegen Irland für das Achtelfinale qualifiziert waren. So konnten sie die 0:1-Niederlage gegen die Iren verkraften und einige Stammspieler für das Achtelfinalspiel gegen Spanien schonen. Gegen die Spanier traten die Italiener mit einer offensiven Strategie an und gingen in der 33. Minute durch Abwehrchef Giorgio Chiellini in Führung, der nach einem Freistoß, den der spanische Torhüter nicht festhalten konnte, abstaubte. Auch danach hatten die Italiener die besseren Torchancen, konnten aber davon keine nutzen. In der zweiten Halbzeit mussten sie immer mehr ihrem großen Aufwand Tribut zollen und die Spanier kamen besser ins Spiel. Es gelang ihnen aber nicht den Ausgleich zu erzwingen, stattdessen konnte Graziano Pellè mit seinem zweiten Turniertor in der Nachspielzeit alles klarmachen. Im Viertelfinale trafen sie auf Weltmeister Deutschland, ihren Lieblingsgegner in Pflichtspielen. Italien konnte zwar das Führungstor der Deutschen aus der 65. Minute durch einen verwandelten Handelfmeter ausgleichen, verlor dann aber im Elfmeterschießen mit 5:6 und schied erstmals bei einem Turnier gegen Deutschland aus.

### EM 2021

Startaufstellungen im Finale

Für die paneuropäische EM hatte sich auch Italien um die Ausrichtung von Gruppen- und K.-o.-Spielen beworben und erhielt die Zusage für drei Gruppenspiele, darunter das Eröffnungsspiel sowie ein Viertelfinale im Olympiastadion Rom. Italien musste sich aber wie alle anderen Ausrichterländer für die Endrunde qualifizieren. Als Gruppenkopf der Gruppe J erhielten die Italiener Finnland, Bosnien und Herzegowina, Armenien, Griechenland und Liechtenstein zugelost. Die seit Mai 2018 von Roberto Mancini trainierten Italiener, die sich nicht für die WM 2018 qualifiziert hatten, gewannen erstmals alle Spiele in der EM-Qualifikation. Sie qualifizierten sich am 12. Oktober 2019 vorzeitig nach ihren ersten sieben Spielen für die Endrunde. Das letzte Spiel gewannen sie mit 9:1 gegen Armenien – mehr Tore hatten die Italiener nur beim 11:3-Sieg gegen Ägypten im Spiel um Platz 3 bei den Olympischen Spielen 1928 erzielt.
Bei der Auslosung am 30. November 2019 wurden den Italienern, die alle drei Gruppenspiele, darunter das Eröffnungsspiel, in Rom bestritten, die Schweiz – häufigster Gegner der Italiener –, die Türkei und Wales zugelost. Mit einem 3:0 gegen die Türkei, dem bisher höchsten EM-Sieg der Italiener und höchsten Sieg in einem EM-Eröffnungsspiel, starteten sie in die Endrunde. Nach einem weiteren 3:0-Sieg, diesmal gegen die Schweiz, standen die Italiener als erste Mannschaft im Achtelfinale. Im letzten Spiel wurden dann die meisten Stammspieler geschont und Wales mit 1:0 bezwungen, womit der Gruppensieg gesichert wurde. Im Achtelfinale trafen sie auf den Nachbarn Österreich. Nach torlosen 90 Minuten kam es zur ersten Verlängerung des Turniers, in der die Italiener mit 2:1 gewannen. Durch das Gegentor endete eine Serie von 1168 gegentorlosen Minuten. Während des Spiels wurde der Rekord von Dino Zoff aus dem Jahr 1974 von 1143 Minuten überboten. Im Viertelfinale setzten sich die Italiener mit 2:1 gegen den FIFA-Weltranglisten-Ersten Belgien durch und schlugen im Halbfinale und Finale Spanien bzw. England im Elfmeterschießen.

### EM 2024
Für die zweite EM in Deutschland musste sich Italien als Titelverteidiger auch qualifizieren. Gegner in der Qualifikation waren England, der Finalgegner von 2021, sowie die Ukraine, Nordmazedonien und Malta. Italien startete mit einer Heimniederlage gegen England, konnte dann zwar in Malta mit 2:0 gewinnen, in Nordmazedonien aber nur ein 1:1 erreichen. Nach Heimsiegen gegen die Ukraine und Malta wurde in England erneut verloren. Da die Ukraine gegen England nur einmal verlor, im zweiten Spiel aber ein Remis erreichte, und gegen Malta und Nordmazedonien immer gewann, waren Italien und die Ukraine vor dem letzten Spiel punktgleich. Die Italiener hatten aber die bessere Tordifferenz, so dass den Italienern ein Remis zur direkten Qualifikation reichte. Das „Heimspiel“ der Ukrainer fand in Leverkusen statt, da aufgrund des russischen Angriffskrieges die Ukraine ihre Heimspiele auf neutralem Platz austragen musste. Mit einem torlosen Remis sicherten sich die Italiener das EM-Ticket. Bei der Auslosung der Endrundengruppen am 2. Dezember 2023 waren die Italiener als drittschlechtester Gruppenzweiter „nur“ in Topf 4 und konnten somit in eine Gruppe mit einem Gruppensieger oder Gastgeber Deutschland gelost werden. Sie wurden dann in die Gruppe mit Spanien, Kroatien und Albanien gelost. Gegen die Albanien gerieten die Italiener durch das schnellste Tor der EM-Geschichte bereits nach 23 Sekunden mit 0:1 in Rückstand, konnten das Spiel aber drehen und mit 2:1 gewinnen. Gegen Spanien hatten sie es ihrem Torhüter und Kapitän Gianluigi Donnarumma zu verdanken, dass sie nur mit 0:1 verloren. Gegen Kroaten konnte Donnarumma zwar einen Handelfmeter nach VAR-Entscheid von Luka Modrić halten, aber 31 Sekunden später war Modrić zur Stelle und konnte einen von Donnarumma abgewehrten Ball im Tor der Azurri unterbringen. Er wurde damit mit 38 Jahren und 289 Tagen der älteste Torschütze in der Geschichte des Turniers. Die Italiener drängten nun auf den Ausgleich und wurden in der achten Minute der Nachspielzeit durch das erste Länderspieltor des erst in der 81. Minute eingewechselten Mattia Zaccagni belohnt, womit sie sich den zweiten Gruppenplatz sicherten. Im Achtelfinale trafen sie auf die Schweiz, die in ihrer Gruppe durch ein Last-Minute-Gegentor den Gruppensieg verpasst hatte und hinter Gastgeber Deutschland Zweite geworden war. Mit 0:2 verabschiedeten sich die Italiener von der Endrunde.

## Spieler mit den meisten Einsätzen bei Europameisterschaften
| Spiele | Spieler              | Jahr (Spiele)                          |
| ------ | -------------------- | -------------------------------------- |
| 18     | Leonardo Bonucci     | 2012 (6), 2016 (5), 2021 (7)           |
| 17     | Gianluigi Buffon     | 2004 (3), 2008 (4), 2012 (6), 2016 (4) |
|        | Giorgio Chiellini    | 2008 (3), 2012 (5), 2016 (4), 2021 (5) |
| 13     | Antonio Cassano      | 2004 (3), 2008 (4), 2012 (6)           |
|        | Alessandro Del Piero | 1996 (1), 2000 (6), 2004 (3), 2008 (3) |
|        | Paolo Maldini        | 1988 (4), 1996 (3), 2000 (6)           |
| 12     | Daniele De Rossi     | 2008 (3), 2012 (6), 2016 (3)           |
| 11     | Andrea Pirlo         | 2004 (2), 2008 (3), 2012 (6)           |
|        | Gianluca Zambrotta   | 2000 (4), 2004 (3), 2008 (4)           |
|        | Federico Chiesa      | 2021 (7), 2024 (4)                     |
|        | Gianluigi Donnarumma | 2021 (7), 2024 (4)                     |
| 10     | Andrea Barzagli      | 2008 (1), 2012 (4), 2016 (5)           |
|        | Jorginho             | 2021 (7), 2024 (3)                     |
|        | Nicolò Barella       | 2021 (6), 2024 (4)                     |
|        | Giovanni Di Lorenzo  | 2021 (6), 2024 (4)                     |
| 9      | Stefano Fiore        | 2000 (6), 2004 (3)                     |
|        | Thiago Motta         | 2012 (5), 2016 (4)                     |
|        | Alessandro Nesta     | 1996 (0), 2000 (6), 2004 (3)           |
|        | Lorenzo Insigne      | 2016 (3), 2021 (6)                     |
|        | Bryan Cristante      | 2021 (6), 2024 (3)                     |
| 8      | Demetrio Albertini   | 1996 (3), 2000 (5)                     |
|        | Fabio Cannavaro      | 2000 (6), 2004 (2)                     |
|        | Ciro Immobile        | 2016 (2), 2021 (6)                     |

Stand: 29. Juni 2024

## Spieler mit den meisten Toren bei Europameisterschaften
| Tore | Spieler             | Jahr (Tore)                  |
| ---- | ------------------- | ---------------------------- |
| 3    | Mario Balotelli     | 2012 (3)                     |
|      | Antonio Cassano     | 2004 (2), 2008 (0), 2012 (1) |
| 2    | Pierluigi Casiraghi | 1996 (2)                     |
|      | Filippo Inzaghi     | 2000 (2)                     |
|      | Graziano Pellè      | 2016 (2)                     |
|      | Andrea Pirlo        | 2004 (0), 2008 (1), 2012 (1) |
|      | Francesco Totti     | 2000 (2), 2004 (0)           |
|      | Manuel Locatelli    | 2021 (2)                     |
|      | Ciro Immobile       | 2016 (0), 2021 (2)           |
|      | Matteo Pessina      | 2021 (2)                     |
|      | Lorenzo Insigne     | 2016 (0), 2021 (2)           |
|      | Federico Chiesa     | 2021 (2)                     |
|      | Leonardo Bonucci    | 2012 (0), 2016 (1), 2021 (1) |
|      | Nicolò Barella      | 2021 (1), 2024 (1)           |
| 1    | 25 Spieler          | 25 Spieler                   |

Stand: 29. Juni 2024

## Bei Europameisterschaften gesperrte Spieler
- 1988 erhielt Riccardo Ferri im Halbfinale die zweite Gelbe Karte; da es kein Spiel um Platz 3 gab, hatte diese keine Wirkung.
- 1996 erhielt Luigi Apolloni im zweiten Gruppenspiel die Gelb-rote Karte und war für das letzte Gruppenspiel gesperrt.
- 2000 erhielt Gianluca Zambrotta im Halbfinale die Gelb-rote Karte und war für das Finale gesperrt. In diesem erhielt Luigi Di Biagio die zweite Gelbe Karte, die aber keinen Effekt mehr hatte.
- 2004 erhielt Gennaro Gattuso im zweiten Gruppenspiel die zweite Gelbe Karte und war für das letzte Gruppenspiel gesperrt. Francesco Totti wurde nach dem ersten Gruppenspiel nachträglich für drei Spiele gesperrt, da Fernsehbilder eindeutig zeigten, dass er seinen Gegenspieler Christian Poulsen angespuckt hatte. Da Italien nach der Vorrunde ausschied, galt als drittes Spiel das erste Spiel in der Qualifikation für die WM 2006.
- 2008 erhielten Gennaro Gattuso und Andrea Pirlo im letzten Gruppenspiel die zweite Gelbe Karte und waren für das Viertelfinale gesperrt.
- 2012 erhielt Christian Maggio im Viertelfinale die zweite Gelbe Karte und war für das Halbfinale gesperrt. Mario Balotelli, Leonardo Bonucci, Daniele De Rossi und Thiago Motta erhielten im Halbfinale die zweite Gelbe Karte, da die Karten aus der Vorrunde nach dem Viertelfinale nicht mehr berücksichtigt wurden, konnten sie im Finale eingesetzt werden. Andrea Barzagli erhielt im Finale die zweite Gelbe Karte, die auch keine Wirkung hatte.
- 2016 erhielt Thiago Motta im Achtelfinale die zweite Gelbe Karte und war für das Viertelfinale gesperrt. Im Viertelfinale erhielten Mattia De Sciglio und Graziano Pellè ebenfalls die zweite Gelbe Karte, die aber keinen Effekt hatte, da Italien ausschied.
- 2024 erhielt Riccardo Calafiori im dritten Gruppenspiel die zweite Gelbe Karte und ist für das Achtelfinale gegen die Schweiz gesperrt.

## Anteil der im Ausland spielenden Spieler im EM-Kader
Legionäre wurden nur für die letzten fünf Kader berufen, stellten dort aber auch die Minderheit.
| Jahr (Spiele) | Anzahl (Länder)                                     | Spieler (Einsätze)                                                                                 |
| ------------- | --------------------------------------------------- | -------------------------------------------------------------------------------------------------- |
| 1968 (3)      | 0                                                   | |
| 1980 (4)      | 0                                                   | |
| 1988 (4)      | 0                                                   | |
| 1996 (3)      | 0                                                   | |
| 2000 (6)      | 0                                                   | |
| 2004 (3)      | 0                                                   | |
| 2008 (4)      | 4 (1 in Deutschland, 1 in Frankreich, 2 in Spanien) | Luca Toni (4); Fabio Grosso (4); Morgan De Sanctis (0), Gianluca Zambrotta (4)                     |
| 2012 (6)      | 3 (1 in England, 2 in Frankreich)                   | Mario Balotelli (6); Thiago Motta (5), Salvatore Sirigu (0)                                        |
| 2016 (5)      | 5 (3 in England, 2 in Frankreich)                   | Graziano Pellè (4), Matteo Darmian (4), Angelo Ogbonna (1); Thiago Motta (4), Salvatore Sirigu (1) |
| 2021 (7)      | 4 (2 in England, 2 in Frankreich)                   | Emerson (4), Jorginho (7); Alessandro Florenzi (2), Marco Verratti (5)                             |
| 2024 (4)      | 3 (2 in England, 1 in Frankreich)                   | Guglielmo Vicario (0), Jorginho (3); Gianluigi Donnarumma (4)                                      |

Stand: 29. Juni 2024

## Rekorde
- Die meisten Spiele ohne Gegentor: 21
- Die meisten Remis-Spiele: 19 (inkl. Spiele, die durch Elfmeterschießen entschieden wurden)
- Die häufigsten Paarungen: Italien–Spanien (8 Spiele, 1× im Finale, 1× Halbfinale, 1× im Viertelfinale, 1× im Achtelfinale, 4× in der Vorrunde)
- Die meisten Spiele mit Verlängerung: Italien (11) Niederlande (7)
- Die meisten Elfmeterschießen: Italien (7), Spanien (6), England (5) und die Niederlande (4)
- Die meisten Elfmeter wurden im Elfmeterschießen des Spiels Tschechoslowakei – Italien (EM 1980, Spiel um Platz 3) verwandelt. 17 mal waren die Torschützen erfolgreich, mit einer Quote von 94,4 %.
- Dino Zoff erreichte als Einziger sowohl als Spieler (1968) als auch als Trainer (2000) das Finale, konnte aber nur als Spieler den Titel holen.
- Federico Chiesa, Torschütze bei der EM 2021 gegen Österreich und Spanien ist der einzige Spieler, dessen Vater (Enrico Chiesa) ebenfalls bei einer EM-Endrunde (1996 gegen Tschechien) ein Tor erzielen konnte.
- Die meisten Schiedsrichter kamen aus Italien (12/28 Spiele) – Stand: 26. Juni 2016.

### Negativrekorde
- Die höchste Finalniederlage: Italien–Spanien 0:4 (2012)
- Erste Gelb-Rote Karte: Luigi Apolloni am 14. Juni 1996 in der 29. Minute des Gruppenspiels Tschechien – Italien
- Die meisten Spiele ohne Torerfolg: Italien, Dänemark und Deutschland (je 13)
- Die meisten Spieler, die bei einem einzelnen Elfmeterschießen verschossen: vier am 2. Juli 2016 beim 5:6 i. E. gegen Deutschland
- Das schnellste Gegentor im Finale: nach 116 Sekunden am 11. Juli durch den Engländer Luke Shaw
- Das schnellste Gegentor: nach 23 Sekunden durch den Albaner Nedim Bajrami am 15. Juni 2024

## Bilanz gegen die anderen Europameister bei Europameisterschaften
- Spanien: 8 Spiele (davon 1 Finale), 2 Siege, 3 Remis (je 1 Sieg und 1 Niederlage n. E.), 3 Niederlagen, 5:7 Tore (6:6 i. E.)
- Deutschland: 4 Spiele, 1 Sieg, 3 Remis (1 Niederlage n. E.) 4:3 Tore (5:6 i. E.)
- UdSSR/GUS/Russland: 3 Spiele, 1 Siege, 1 Remis (durch Los gewonnen), 1 Niederlage 2:3 Tore
- Dänemark: 2 Spiele, 1 Sieg, 1 Remis, 2:0 Tore
- Frankreich: 2 Spiele (davon 1 Finale), 1 Sieg, 1 Niederlage, 1:2 Tore
- Niederlande: 2 Spiele, 1 Remis (1 Sieg n. E.), 1 Niederlage, 0:3 Tore (3:1 i. E.)
- Tschechoslowakei/Tschechien: 2 Spiele, 1 Remis (1 Niederlage n. E.), 1 Niederlage, 2:3 Tore (8:9 i. E.)
- Griechenland: kein Spiel
- Portugal: kein Spiel

## Spiele
Italien bestritt bisher 49 EM-Spiele, davon wurden in regulärer Spielzeit und Verlängerung 22 gewonnen, acht wurden verloren (die wenigsten aller Mannschaften mit mindestens 10 Teilnahmen) und 19 endeten remis (die meisten aller Mannschaften). Zehn Spiele mussten verlängert werden. Davon wurde nur eins „normal“ gewonnen, eins durch Losentscheid gewonnen, eins wiederholt, eins durch Golden Goal verloren, vier im Elfmeterschießen gewonnen und drei verloren.
Italien hatte bisher zehn Heimspiele, nur Frankreich hatte seit 2016 mehr Heimspiele (11).
Italien bestritt zweimal das erste Spiel als Gastgeber, nahm einmal am Eröffnungsspiel gegen den Gastgeber teil und spielte 2000 gegen beide Co-Gastgeber.
Italien spielte viermal, 1980 im Spiel um Platz 3 gegen den bereits entthronten, 2012 in der Vorrunde sowie im Finale gegen den Titelverteidiger, der seinen Titel als erster erfolgreich verteidigte und damit gegen den späteren Europameister sowie 2016 im Achtelfinale, in dem die Italiener den Titelverteidiger aus dem Turnier warfen. Gegen den späteren Europameister spielte Italien zudem 1996 und 2024 (in der Vorrunde), 2000 (im Finale) und 2008 (im Viertelfinale). 2000, 2012 und 2016 scheiterte Italien jeweils am amtierenden Weltmeister (Frankreich, Spanien bzw. Deutschland). Bei allen anderen Teilnahmen, bei denen Italien nicht Europameister wurde, kam der Weltmeister aus Südamerika (1980, 1988, 1996 und 2024) oder Italien war selber Weltmeister (2008).
- Nur gegen ein Land gelang der höchste Sieg bei einem EM-Turnier:
  -  Dänemark: Vorrunde 1988 2:0 (zudem je ein 2:0 in einem Turnier in Schweden und in der WM-Qualifikation 1982, 3:1 in der WM-Qualifikation 2014 und in einem Freundschaftsspiel)
- Gegen folgende Länder kassierte die italienische Mannschaft ihre höchste Niederlage bei einem EM-Turnier:
  -  Niederlande: Vorrunde 2008 0:3
  -  Spanien: Finale 2012 0:4
  -  Tschechien: Vorrunde 1996 1:2 (zudem ein 0:1 in einem Freundschaftsspiel)
  -  Sowjetunion: Halbfinale 1988 0:2 (zudem ein 0:2 im Achtelfinale der EM-Qualifikation 1964)

### Alle EM-Spiele
| Nr. | Datum      | Ergebnis            | Gegner          |   | Austragungsort                  | Anlass                      | Bemerkungen                                                            |
| --- | ---------- | ------------------- | --------------- | - | ------------------------------- | --------------------------- | ---------------------------------------------------------------------- |
| 1   | 05.06.1968 | 0:0 n. V.           | Sowjetunion     | H | Neapel                          | Halbfinale                  | Sieg durch Münzwurf, 275. Länderspiel                                  |
| 2   | 08.06.1968 | 1:1 n. V.           | Jugoslawien     | H | Rom                             | Finale                      |                                                                        |
| 3   | 10.06.1968 | 2:0                 | Jugoslawien     | H | Rom                             | Finale (Wiederholungsspiel) | Erster Europameistertitel                                              |
| 4   | 12.06.1980 | 0:0                 | Spanien         | H | Mailand                         | Vorrunde                    |                                                                        |
| 5   | 15.06.1980 | 1:0                 | England         | H | Turin                           | Vorrunde                    |                                                                        |
| 6   | 18.06.1980 | 0:0                 | Belgien         | H | Rom                             | Vorrunde                    |                                                                        |
| 7   | 21.06.1980 | 1:1 n. V. 8:9 i. E. | Tschechien (TV) | H | Neapel                          | Spiel um Platz 3            | Erstes Elfmeterschießen                                                |
| 8   | 10.06.1988 | 1:1                 | BR Deutschland  | A | Düsseldorf (BRD)                | Eröffnungsspiel             |                                                                        |
| 9   | 14.06.1988 | 1:0                 | Spanien         | * | Frankfurt am Main (BRD)         | Vorrunde                    |                                                                        |
| 10  | 17.06.1988 | 2:0                 | Dänemark        | * | Köln (BRD)                      | Vorrunde                    |                                                                        |
| 11  | 22.06.1988 | 0:2                 | Sowjetunion     | * | Stuttgart (BRD)                 | Halbfinale                  |                                                                        |
| 12  | 11.06.1996 | 2:1                 | Russland        | * | Liverpool (ENG)                 | Vorrunde                    | Erstes Länderspiel gegen Russland                                      |
| 13  | 14.06.1996 | 1:2                 | Tschechien      | * | Liverpool (ENG)                 | Vorrunde                    | Erstes Länderspiel gegen Tschechien                                    |
| 14  | 19.06.1996 | 0:0                 | Deutschland     | * | Manchester (ENG)                | Vorrunde                    | Letztes Länderspiel unter Arrigo Sacchi                                |
| 15  | 11.06.2000 | 2:1                 | Türkei          | * | Arnhem (NLD)                    | Vorrunde                    |                                                                        |
| 16  | 14.06.2000 | 2:0                 | Belgien         | A | Brüssel (BEL)                   | Vorrunde                    |                                                                        |
| 17  | 19.06.2000 | 2:1                 | Schweden        | * | Eindhoven (NLD)                 | Vorrunde                    |                                                                        |
| 18  | 24.06.2000 | 2:0                 | Rumänien        | * | Brüssel (BEL)                   | Viertelfinale               |                                                                        |
| 19  | 29.06.2000 | 0:0 n. V. 3:1 i. E. | Niederlande     | A | Amsterdam (NLD)                 | Halbfinale                  |                                                                        |
| 20  | 02.07.2000 | 1:2 n. V.           | Frankreich      | * | Rotterdam (NLD)                 | Finale                      | Golden Goal von David Trezeguet Letztes Länderspiel unter Dino Zoff    |
| 21  | 14.06.2004 | 0:0                 | Dänemark        | * | Guimarães (PRT)                 | EM-2004-Vorrunde            |                                                                        |
| 22  | 18.06.2004 | 1:1                 | Schweden        | * | Porto (PRT)                     | EM-2004-Vorrunde            |                                                                        |
| 23  | 22.06.2004 | 2:1                 | Bulgarien       | * | Guimarães (PRT)                 | EM-2004-Vorrunde            | Letztes Länderspiel unter Giovanni Trapattoni                          |
| 24  | 09.06.2008 | 0:3                 | Niederlande     | * | Bern (SUI)                      | EM-2008-Vorrunde            | Höchste Niederlage gegen die Niederlande                               |
| 25  | 13.06.2008 | 1:1                 | Rumänien        | * | Zürich (SUI)                    | EM-2008-Vorrunde            |                                                                        |
| 26  | 17.06.2008 | 2:0                 | Frankreich      | * | Zürich (SUI)                    | EM-2008-Vorrunde            |                                                                        |
| 27  | 22.06.2008 | 0:0 n. V. 2:4 i. E. | Spanien         | * | Wien (AUT)                      | EM-2008-Viertelfinale       | 23. und letztes Länderspiel unter Roberto Donadoni                     |
| 28  | 10.06.2012 | 1:1                 | Spanien (TV)    | * | Danzig (POL)                    | EM-2012-Vorrunde            |                                                                        |
| 29  | 14.06.2012 | 1:1                 | Kroatien        | * | Posen (POL)                     | Vorrunde                    |                                                                        |
| 30  | 18.06.2012 | 2:0                 | Irland          | * | Posen (POL)                     | Vorrunde                    |                                                                        |
| 31  | 24.06.2012 | 0:0 n. V. 4:2 i. E. | England         | * | Kiew (UKR)                      | Viertelfinale               |                                                                        |
| 32  | 28.06.2012 | 2:1                 | Deutschland     | * | Warschau (POL)                  | Halbfinale                  |                                                                        |
| 33  | 01.07.2012 | 0:4                 | Spanien (TV)    | * | Kiew (UKR)                      | Finale                      | Höchste Niederlage gegen Spanien                                       |
| 34  | 13.06.2016 | 2:0                 | Belgien         | * | Décines-Charpieu (Lyon) (FRA)   | Vorrunde                    |                                                                        |
| 35  | 17.06.2016 | 1:0                 | Schweden        | * | Toulouse (FRA)                  | Vorrunde                    |                                                                        |
| 36  | 22.06.2016 | 0:1                 | Irland          | * | Villeneuve-d’Ascq (Lille) (FRA) | Vorrunde                    |                                                                        |
| 37  | 27.06.2016 | 2:0                 | Spanien (TV)    | * | Saint-Denis (FRA)               | Achtelfinale                |                                                                        |
| 38  | 02.07.2016 | 1:1; 5:6 i. E.      | Deutschland     | * | Bordeaux, (FRA)                 | Viertelfinale               | Erstes Turnieraus gegen Deutschland, letztes Spiel unter Antonio Conte |
| 39  | 11.06.2021 | 3:0                 | Türkei          | H | Rom                             | Eröffnungsspiel             | Höchster Sieg in einem EM-Spiel                                        |
| 40  | 16.06.2021 | 3:0                 | Schweiz         | H | Rom                             | Vorrunde                    |                                                                        |
| 41  | 20.06.2021 | 1:0                 | Wales           | H | Rom                             | Vorrunde                    |                                                                        |
| 42  | 26.06.2021 | 2:1 n. V.           | Österreich      | * | London (ENG)                    | Achtelfinale                |                                                                        |
| 43  | 02.07.2021 | 2:1                 | Belgien         | * | München (DEU)                   | Viertelfinale               |                                                                        |
| 44  | 06.07.2021 | 1:1 n. V. 4:2 i. E. | Spanien         | * | London (ENG)                    | Halbfinale                  |                                                                        |
| 45  | 11.07.2021 | 1:1 n. V. 3:2 i. E. | England         | A | London (ENG)                    | Finale                      | Zweiter Europameistertitel                                             |
| 46  | 15.06.2024 | 2:1                 | Albanien        | * | Dortmund (DEU)                  | Gruppenspiel                |                                                                        |
| 47  | 20.06.2024 | 0:1                 | Spanien         | * | Gelsenkirchen (DEU)             | Gruppenspiel                |                                                                        |
| 48  | 29.06.2024 | 1:1                 | Kroatien        | * | Leipzig (DEU)                   | Gruppenspiel                |                                                                        |
| 49  | 29.06.2024 | 0:2                 | Schweiz         | * | Berlin (DEU)                    | Achtelfinale                |                                                                        |